# Eryonoidea
Eryonoidea é uma superfamília de crustáceos decápodes da classe Malacostraca. O Catalogue of Life lista 15 espécies extantes neste agrupamento taxonómico.

## Descrição
A superfamília inclui 5 famílias, das quais 4 são apenas conhecidas do registo fóssil. A única família extante é Polychelidae.
A família agrupa os crustáceos decápodes em que todos os pereópodes, ou pelo menos os primeiros quatro pares, apresentam quelas. O primeiro par de apêndices é em geral longo e fino, com pelo menos o dobro do comprimento do segundo par. A carapaça é achatada, com os olhos são imóveis, desprovidos de pigmentação, não se prolongando para o exterior da carapaça. A barbatana caudal é calcificada, com telson agudo e triangular.